# Нордхалбен
Нордхалбен (њем. Nordhalben) град је у њемачкој савезној држави Баварска. Једно је од 18 општинских средишта округа Кронах. Према процјени из 2010. у граду је живјело 1.932 становника. Посједује регионалну шифру (AGS) 9476159.

## Географски и демографски подаци
Нордхалбен се налази у савезној држави Баварска у округу Кронах. Град се налази на надморској висини од 586 метара. Површина општине износи 21,9 km². У самом граду је, према процјени из 2010. године, живјело 1.932 становника. Просјечна густина становништва износи 88 становника/km².